# 頭板状筋
頭板状筋（とうばんじょうきん、英語: splenius capitis muscle）は、長背筋のうち、後頸の深層に位置する筋肉である。板状筋のうち、頭板状筋と頸板状筋の2部に分けられたものの一方である。頸椎および胸椎の棘突起を起始とし、外側上方に向かって走り、側頭骨乳様突起、後頭骨に付着する。
片側が作用すると、その方向に首が回転し、両側が作用すると顔が上に向く。